# Beth von Euler-Chelpin
Elisabeth "Beth" von Euler-Chelpin, född af Ugglas den 22 september 1887, död den 3 januari 1973, var en svensk friherrinna och kemist. Hon var från 1913 gift med Hans von Euler-Chelpin. Paret är begravda på Norra begravningsplatsen.
Beth af Ugglas inskrevs hösten 1907 vid Stockholms högskola och var året därpå åhörare på von Euler-Chelpins föreläsningar samt laborant på hans laboratorium. Hon var medlem i Kemiska sällskapet från dess instiftande och höll även föredrag där. I oktober 1909 blev hon filosofie kandidat och amanuens på von Euler-Chelpins biokemiska avdelning. I början av 1909 kom deras första gemensamma artikel, vilken blev inledningen till ett livslångt vetenskapligt samarbete.